# Червона лінія (MARTA)
Червона лінія (MARTA) (англ. Red Line (MARTA)) — одна з чотирьох ліній метрополітену Атланти. 

## Історія
Початкова центральна ділянка лінії від станції «Гарнетт» до «Норт-авеню» була відкрита в 1981 році, проміжна станція «Пічтрі-центр» була відкрита через рік на діючій ділянці. В 1980-х — 1990-х лінія була розширена в обох напрямках. Останнє розширення сталося у 2000 році коли були відкриті дві північні станції.
Спочатку напрямок Північ-Південь був однією лінією з виделковим рухом у північні частині. Але в 2006 році було прийняте рішення виділити північно-східну частину в окрему лінію (спочатку мала назву Північно-східна лінія, з 2009 року — Золота), після чого центральна та південна ділянки стали спільно використовуватися обома лініями. До жовтня 2009 року лінія мала назву Північ-Південь.

## Станції
Станції з півночі на південь, кольором показані спільні з Золотою лінією станції.
| Червона лінія   |                                                             |                                                                                                |                                      |                                                             |                 |        |
| Спільна ділянка | Станція                                                     | Пересадка                                                                                      | Розташування                         | Тип                                                         | Дата відкриття  | Вигляд |
|                 | «Норт-Спрингс» (англ. North Springs)                        | Автобуси № 85, 87, 140, 141, 142, 143, 185                                                     | Місто Санді-Спрингс                  | Естакадна з острівною платформою                            | 16 грудня 2000  |        |
|                 | «Санді-Спрингс» (англ. Sandy Springs)                       | Автобус № 148                                                                                  | Місто Санді-Спрингс                  | Підземна з береговими платформами                           | 16 грудня 2000  |        |
|                 | «Данвуді» (англ. Dunwoody)                                  | Автобуси № 5, 87, 150                                                                          | Місто Данвуді в окрузі Декальб       | Естакадна з острівною платформою                            | 8 червня 1996   |        |
|                 | «Медичний центр» (англ. Medical Center)                     | Автобус № 25 (по буднях)                                                                       | Місто Санді-Спрингс                  | Наземна з береговими платформами                            | 8 червня 1996   |        |
|                 | «Бакгед» (англ. Buckhead)                                   | Автобус № 110                                                                                  | Пічтрі-роуд, Атланта                 | Наземна з острівною платформою                              | 8 червня 1996   |        |
|                 | «Ліндберг-центр» (англ. Lindbergh Center)                   | Автобуси № 5, 6, 27, 30, 33, 39                                                                | Підмонт-роуд, Атланта                | Наземна з однією острівною та однією береговою платформами  | 15 грудня 1984  |        |
|                 | «Центр мистецтв» (англ. Arts Center)                        | Автобуси № 37, 40, 110, також безкоштовний автобус до залізничної станції Amtrak               | Вест Пічтрі-стріт, Атланта           | Підземна з острівною платформою                             | 18 грудня 1982  |        |
|                 | «Мідтаун» (англ. Midtown)                                   | Автобуси № 12, 14, 27, 36, 99, 109                                                             | Тенф-стріт, Атланта                  | Підземна з береговими платформами                           | 18 грудня 1982  |        |
|                 | «Норт-авеню» (англ. North Avenue)                           | Автобуси № 2, 51, 99, 102                                                                      | Вест Пічтрі-стріт, Атланта           | Підземна з береговими платформами                           | 4 грудня 1981   |        |
|                 | «Сівік-центр» (англ. Civic Center)                          | Міжміські автобуси Мегабус                                                                     | Вест-Пічтрі-стріт, Атланта           | Підземна з береговими платформами                           | 4 грудня 1981   |        |
|                 | «Пічтрі-центр» (англ. Peachtree Center)                     | Автобус № 40 та трамвайна лінія                                                                | Пічтрі-стріт, Атланта                | Підземна з острівною платформою                             | 11 вересня 1982 |        |
|                 | «Файв-Пойнтс» (англ. Five Points)                           | Пересадна на Блакитну та Зелену лінії метро. Автобуси № 3, 13, 16, 26, 32, 42, 49, 55, 74, 186 | Брод-стріт, Атланта                  | Підземна з однією острівною та двома береговими платформами | 4 грудня 1981   |        |
|                 | «Гарнетт» (англ. Garnett)                                   | Немає                                                                                          | Пічтрі-стріт, Атланта                | Естакадна з острівною платформою                            | 4 грудня 1981   |        |
|                 | «Вест-Енд» (англ. West End)                                 | Автобуси № 40, 58, 68, 71, 81, 94, 95, 155                                                     | Лі-стріт, Атланта                    | Естакадна з береговими платформами                          | 11 вересня 1982 |        |
|                 | «Окленд-Сіті» (англ. Oakland City)                          | Автобуси № 79, 83, 162, 172                                                                    | Лі-стріт, район Окленд-Сіті, Атланта | Наземна з острівною платформою                              | 15 грудня 1984  |        |
|                 | «Лейквуд / Форт МакФерсон»(англ. Lakewood / Fort McPherson) | Автобуси № 42, 178, 183, 191, 194, 295                                                         | Лі-стріт, Атланта                    | Наземна з острівною платформою                              | 15 грудня 1984  |        |
|                 | «Іст-Пойнт» (англ. East Point)                              | Автобуси № 78, 79, 81, 84, 93, 181, 192, 193                                                   | Місто Іст-Пойнт                      | Наземна з острівною платформою                              | 16 серпня 1986  |        |
|                 | «Колледж-Парк» (англ. College Park)                         | Автобуси № 82, 89, 93, 172, 180, 189, 195, 196                                                 | Місто Колледж-Парк, округ Фултон     | Наземна з острівною платформою                              | 18 червня 1988  |        |
|                 | «Аеропорт» (англ. Airport)                                  | Автобус № 191                                                                                  | Аеропорт Гартсфілд-Джексон           | Естакадна з острівною платформою                            | 18 червня 1988  |        |

## Особливості руху
З ранку і до 20:30 потяги Червоної та Золотої ліній спільно використовують центральну та південну ділянку. Ввечері лінії розділяються, вся спільна ділянка обслуговується лише потягами Золотої лінії, тоді як потяги Червоної лінії курсують лише між станціями «Норт-Спрингс» та «Ліндберг-Центр».

## Режим роботи
- По буднях перший потяг від станції «Аеропорт» вирушає о 4:55, від «Норт-Спрингс» о 4:51. Останній потяг від станції «Норт-Спрингс» вирушає о 1:15, від «Ліндберг центр» о 1:53.
- У вихідні перший потяг від станції «Аеропорт» вирушає о 5:50, від «Норт-Спрингс» о 6:01. Останній потяг від станції «Норт-Спрингс» вирушає о 1:06, від «Ліндберг-центр» о 1:32.